# Ondřej Sýkora
Ondřej Sýkora (* 10. Februar 1984) ist ein tschechischer Basketballtrainer.

## Leben
Als Spieler war der 1,90 Meter messende Sýkora Mitglied der Jugendabteilung des BK Ostrau, im Jahr 2002 gelang ihm der Sprung in Tschechiens U18-Nationalmannschaft. Im Spieljahr 2003/04 stand er im Aufgebot des slowakischen Erstligisten BK Zilina. 2006/07 spielte Sýkora für den deutschen Regionalligisten TV Saarlouis und war in dem Verein auch als Jugendtrainer tätig, während seiner Lebensgefährtin Zuzana Polonyiova gleichzeitig für Saarlouis’ Damen in der Bundesliga spielte. Anschließend war Sýkora in der Jugendarbeit in Ostrau als Trainer beschäftigt.
Zur Saison 2010/11 wurde Sýkora Jugendtrainer beim BK Klatovy. In der Sommerpause 2014 trat er das Cheftraineramt beim deutschen Damen-Zweitligisten BG 74 Göttingen an, Polonyiova wurde zugleich Spielerin und Co-Trainerin der „Veilchen“. Sýkora führte Göttingen im Frühjahr 2015 in die Finalserie der 2. Bundesliga Nord, dort unterlag man Osnabrück. Da er professionellere Rahmenbedingungen forderte, die BG ihm diese aber nicht bieten konnte, kam es im Mai 2015 zur Trennung.
Anfang November 2015 wurde er neuer Trainer des Bundesligisten NB Oberhausen und blieb bis zum Saisonende 2015/16 im Amt. Im Sommer 2016 trat Sýkora eine Stelle als hauptamtlicher Jugendtrainer beim Herner TC an, betreute Hernes Mädchen in der Jugend-Bundesliga WNBL und wurde unter Marek Piotrowski Assistent bei den HTC-Bundesliga-Damen. Ende 2017 zog er mit Polonyiova und den beiden gemeinsamen Kinder nach Saarlouis, wo Polonyiova eine Arbeitsstelle angenommen hatte. Im April 2018 wurde Sýkora als neuer Cheftrainer der Bundesliga-Damen des TV Saarlouis vorgestellt. Die Saison 2018/19 beendete er mit Saarlouis als sportlicher Bundesliga-Absteiger, da sich Braunschweig aus der Liga zurückzog, blieb Sýkora mit Saarlouis in der ersten Liga. Ende September 2019 wurde er in Saarlouis aus sportlichen Gründen entlassen.